# Sugar Grove Station
Koordinaten: 38° 30′ 54,7″ N, 79° 16′ 45,6″ W

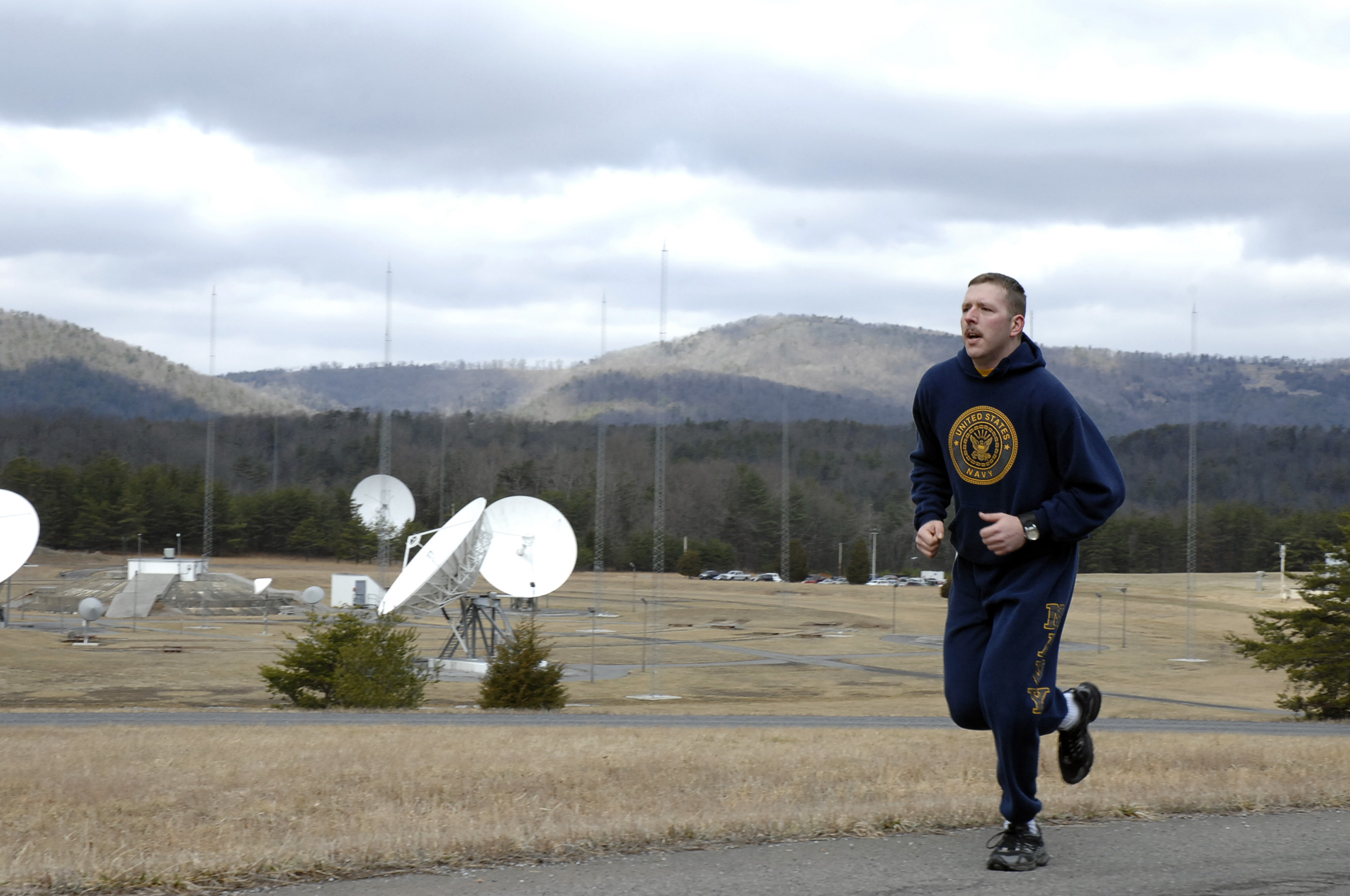
Antennen der Sugar Grove Station

Die Sugar Grove Station befindet sich bei Sugar Grove, West Virginia. Sie wird von der National Security Agency betrieben.
Im Jahr 1955 wurde ein Naval Research Laboratory der US-Navy in Sugar Grove gegründet. Der Ort wurde wegen der natürlichen Abschirmung durch die umgebenden Berge und der dadurch extrem niedrigen Störsignale gewählt.
Laut dem britischen Enthüllungsjournalist und Überwachungsexperten Duncan Campbell sei dieser Standort Teil des ECHELON-Netzwerks. Vier Antennen mit den Durchmessern 9,2 m, 18,5 m, 32,3 m und 46 m empfangen die Telekommunikation der INTELSAT/COMSAT-Satelliten.
Im Jahr 2001 hat das Europäische Parlament festgestellt, dass das Echelon-Netzwerk, zu der auch die Sugar Grove Station gehören soll, zum Abhören von privater und kommerzieller Kommunikation genutzt wird.
Auf dem Gelände waren früher zwei Wullenweber-Kreisantennenanlagen des Typs AN/FRD-10, deren Umrisse man auf Satellitenfotos noch erkennen kann.